# Andrea di Niccolò

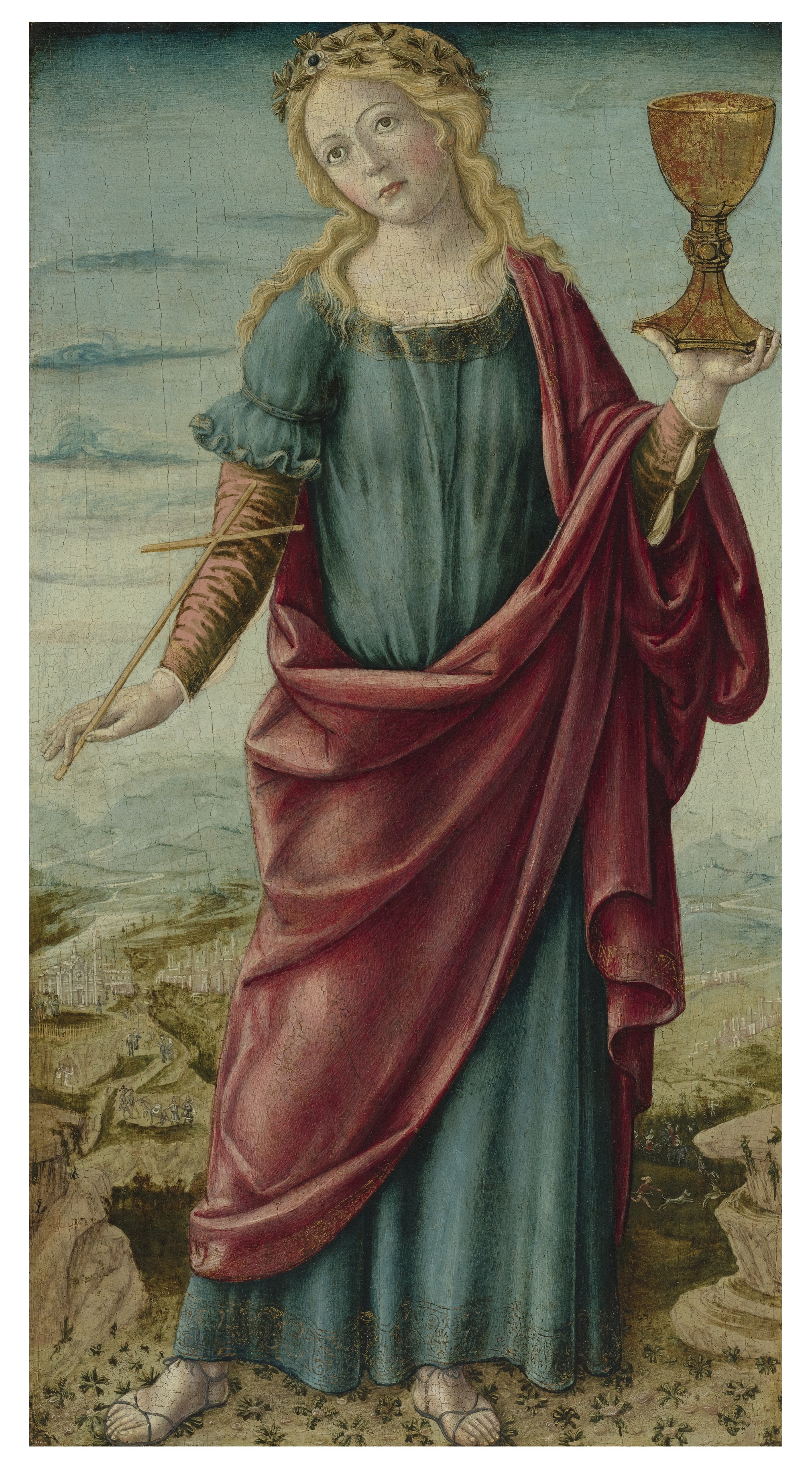
Geloof, ca. 1495–1500

Andrea di Niccolò ook bekend als Andrea di Niccolò di Giacomo (Siena, 1440 – aldaar, 1514) was een Italiaanse kunstschilder.

## Biografie
Over zijn jeugdjaren weten we zeer weinig. Hij huwde in 1469 Angelica di Francesco di Michele. In 1470 werkte hij met Giovanni di Paolo aan de decoratie van het Ospedale di S. Maria della Scala in Siena. Een aantal van de documenten over zijn werken werden gepubliceerd door Gaetano Milanesi (1813-1895): een tabernakel voor het Oratorio della Compagnia di S. Bernardino al Prato in 1470 en fresco’s met het levensverhaal van de heilige Lucia op de gevel van het Oratorio della Compagnia di Santa Lucia, ook in Siena. Hij kreeg zijn opleiding waarschijnlijk bij Vechietta.
In een document van 10 februari 1509 wordt hij opgeroepen als getuige door Giovanni di Bartolomeo in een zaak tegen Neroccio di Benedetto. Het laatste document waarin hij genoemd wordt is van 1512 en gaat over zijn tweede huwelijk met Elisabetta di Giano di Antonio.

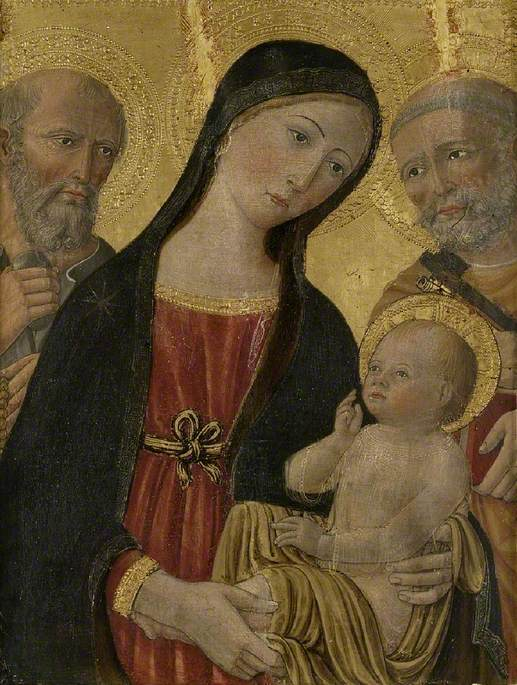
Madonna met Kind tussen Petrus en Hiëronymus van Stridon, Fitzwilliam Museum, Oxford

## Werken
Op 28 januari 1489 ontving hij 52 lire voor schilderwerk en verguld stucwerk in de cappella maggiore della Compagnia della Santa Trinità. Andrea moet evenwel geen schatten verdiend hebben met zijn kunst want in 1491 en 1498 legde hij een verklaring af voor zijn schuldeisers dat hij slechts een huis bezat dat aan herstelling toe was en dat hij een arme man was met weinig inkomen en schulden aan zijn verhuurder en andere personen.
Het eerste gedateerde (27 juli 1498) en gesigneerde werk van hem dat bewaard is gebleven, bevindt zich in het parochiehuis van de Santa Maria Assunta in Casole d'Elsa. Het is een altaarstuk met lunet en predella met op het middenpaneel een getroonde Madonna met Kind, gekroond door engelen en omringd door heiligen. Op een strook onder de signatuur van Andrea zijn ook M. Mariano di Biagio et Galgano di Nicolaio vermeld.

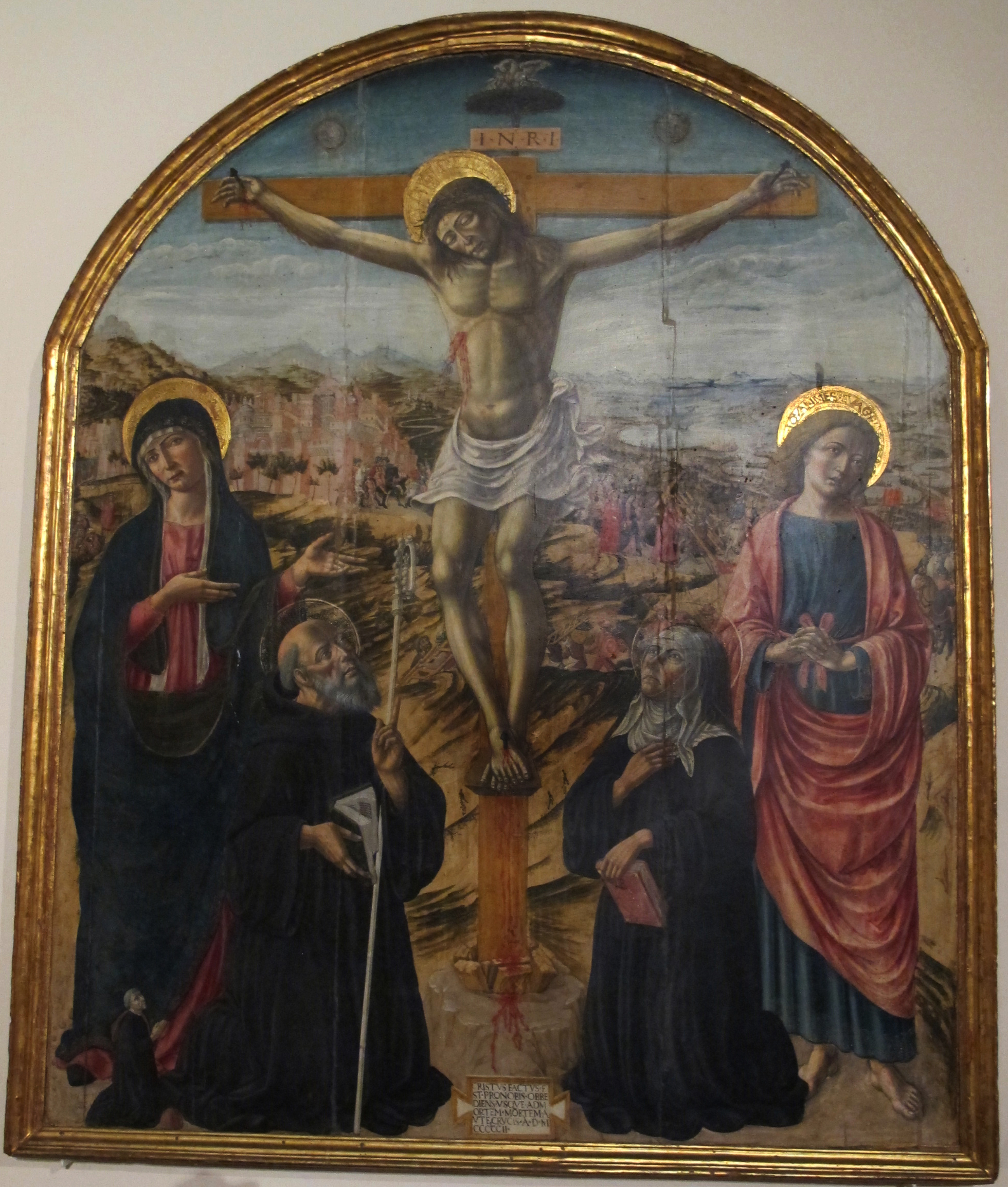
Andrea di Niccolò (toegeschreven), Kruisiging met de Heilige Maagd en de HH. Johannes, Benedictus en Scholastica, ca.1502

Op 19 maart 1499 tekende hij een contract om vanaf 10 mei 1500 naar Massa te gaan en daar te blijven tot de kapel van de Compagnia delle donne del duomo di Massa afgewerkt was.
Een ander gedateerd (25 november 1500) en gesigneerd werk, is een gekroonde Madonna met Kind en heiligen gemaakt voor het klooster van Santa Chiara in Radicondoli, nu bewaard in de Pinacoteca Nazionale di Siena (nr. 298). In de Sienese pinacotheek bewaart men ook een Kruisiging met de Heilige Maagd en de HH. Johannes, Benedictus en Scholastica, uit 1502 en toegeschreven aan Andrea en een Aanbidding der herders tussen heiligen op doek die men dateert tussen 1470 en 1480.
Omstreeks 1508 schilderde hij een veelluik voor de parochiekerk Santa Maria a Carli in Murlo. Het was een Madonna met Kind en heiligen. Het centrale paneel met de Madonna wordt vandaag bewaard in de San Fortunato in Vescovada. De zijpanelen met de HH. Augustinus, Johannes de Doper, Sebastiaan en Blasius bevinden zich nu in privécollecties. Dit werk is vrij vergelijkbaar met de Madonna van de Santa Maria Assunta.
Van 6 oktober 1510 is er een Madonna met Kind tussen de heilige Crispinus en de heilige Cristiana in de kerk van Santa Mustiola in Siena.
Naast de fresco’s van de Santa Lucia kennen we onder meer nog de fresco’s in Murlo-Casciano in de kerk van Santi Giusto e Clemente. Het werk werd origineel gemaakt voor de cappella di Piantasala in Casciano-Murlo. De voorbereidingstekening is nog steeds te zien op de originele locatie.

## Stijlkenmerken
De werken van Andrea tonen duidelijk de invloed van zijn tijdgenoten die werkten in Siena zoals Vecchietta, Benvenuto di Giovanni en Matteo di Giovanni maar hij heeft een groot gevoel voor expressiviteit wat zijn werken fris en interessant maakt. Zijn werk is representatief voor de tweede helft van de 15e eeuw in Siena. Werken uit het begin van de 16e eeuw tonen dan weer de invloed van kunstenaars van elders die toen in Siena werkten zoals Pinturicchio, Perugino, Il Sodoma en Signorelli.
- Gemeinsame Normdatei: 142905577
- Library of Congress Control Number: nr91029238
- RKD-Nederlands Instituut voor Kunstgeschiedenis: 1713
- Union List of Artist Names: 500009254
- Virtual International Authority File: 95737517